# هاکیا لورینا

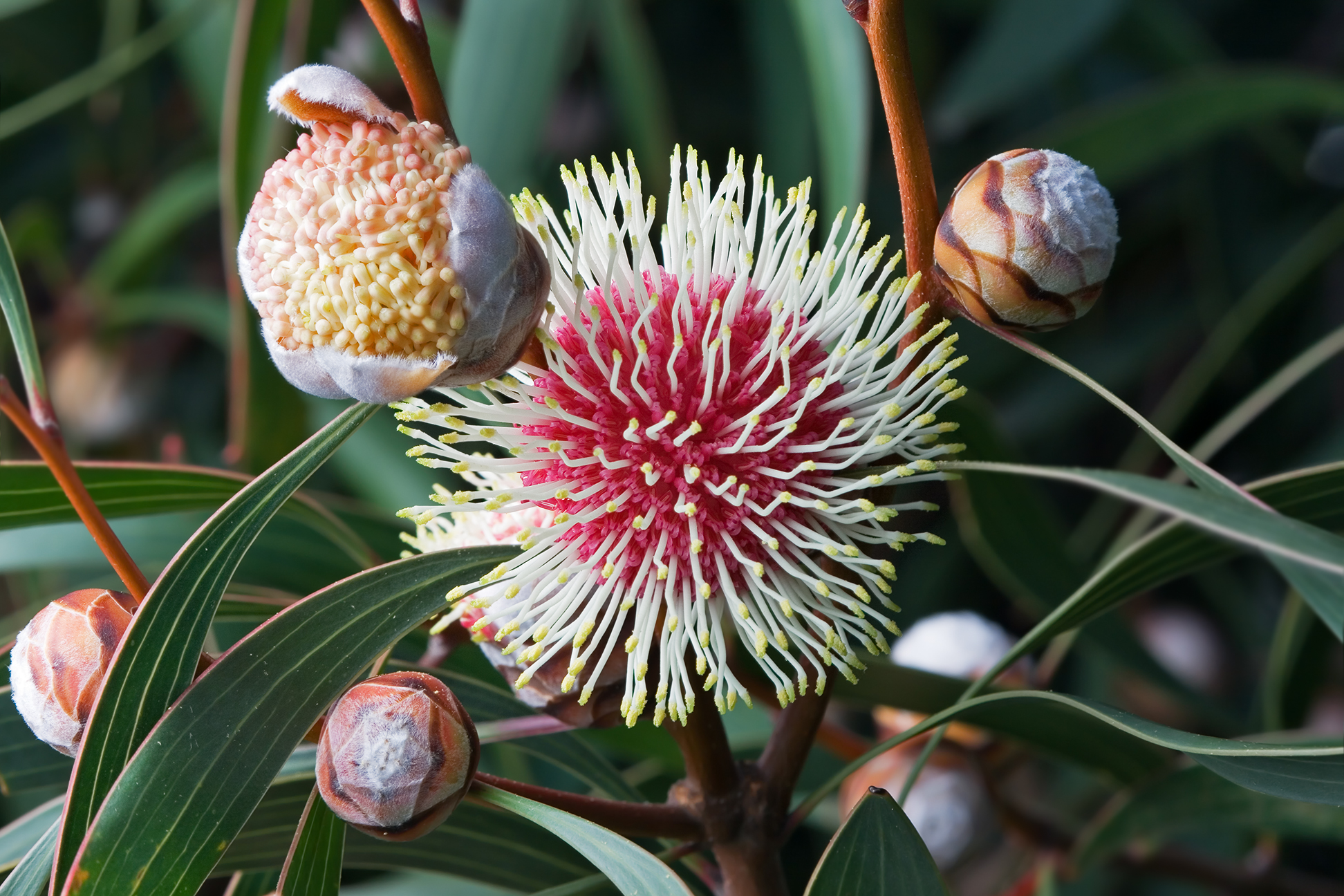
نمایی از یک گیاه «هاکیا لورینا» در تاسمانی - ۲۰۰۹

هاکیا لورینا گیاهی است که در منطقه وسیعی از جنوب غربی استرالیا کشت می‌گردد و توصیه به کشت می‌شود. بعضی از گونه‌های این گل به کدجت پینکوشن هاکیا (به انگلیسی: Kodjet, Pincushion Hakea) و اموبوش (به انگلیسی: Emu Bush) نسبت داده شده‌است.